# Commedia per musica
Commedia per musica (anche: commedia in musica) è un termine che veniva generalmente usato nel XVIII secolo, in particolare a Napoli, per indicare un'opera comica. Sembra comunque che non sia stato mai impiegato per indicare un sottogenere come il dramma giocoso.
Il termine venne utilizzato anche nel XIX secolo con il quale ci si riferiva a un'opera comica nella quale venivano usati i dialoghi in napoletano al posto dei recitativi.